# Bostrycapulus latebrus
Bostrycapulus latebrus là một loài ốc biển, là động vật thân mềm chân bụng sống ở biển trong họ Calyptraeidae.